# 病原學
病因學（英語：Etiology、，與原因論相同），或稱為病原學，是一門探討疾病成因的學問。大致上可以分成直接病因與助因兩類。直接病因最常見的是創傷，或者是因為感染或輻射暴露導致的疾病。直接病因不一定要很明顯，有些可能是基因上缺陷因素的疾病，但在疾病表現上需要一段時間形成。助因是無法單獨導致疾病的因素，往往不那麼清晰且多發性，例如貧窮與營養不良都可能是肺結核的助因。

## 字源
病原學的英語「etiology」是由兩個希臘字根組成，分別是：
1. αἰτία aitia = 原因
2. λόγος logos = 語言/學問

## 術語
病原學是病因的研究，「病原」是指病原體，二者不同。